# 729

729(칠백이십구)는 728보다 크고 730보다 작은 자연수다.

## 수학
- 합성수로, 그 약수는 1, 3, 9, 27, 81, 243, 729다. 진약수의 합은 364이므로, 729는 부족수다.
- {\displaystyle 729=27^{2}=9^{3}=3^{6}}
  - 27번째 제곱수(272)다. 앞의 제곱수는 676, 다음은 784다.
  - 9번째 세제곱수(93)다. 앞의 세제곱수는 512, 다음은 1000이다.
  - 3번째 6제곱수(36)다. 앞의 6제곱수는 64, 다음은 4096이다.

## 과학·기술
- IBM 729(영어판): IBM에서 제작한 테이프 드라이브. 1950년대 후반에서 1960년대 중반까지 IBM의 상징적인 기억 장치였다.

## 교통

### 철도
- 서울 지하철 7호선 청담역의 역번호.

### 도로
- 729번 지방도: 전북특별자치도 순창군 금과면 방성리에서 정읍시 산내면 장금리까지 이어지는 대한민국의 지방도.
- 현도 제729호선

## 군사
- 729 해군 항공대(영어판): 과거 존재한 영국의 해군 항공대.

## 문화유산
- 대한민국의 보물 제729호: 예천 용문사 감역교지

## 기타
- 날짜: 7월 29일
- 연도: 729년, 기원전 729년